# Петък 13-и: Ново начало
„Петък 13-и: Ново начало“ (на английски: Friday the 13th: A New Beginning) е американски слашър филм на ужасите от 1985 г.
Действието в Ново начало се развива в къща в щата Пенсилвания, а не в Кристъл Лейк. Това поставя началото на нова трилогия за Джейсън.

## Актьорски състав
- Мелани Кинеман – Пам Робъртс
- Джон Шепърд – Томи Джарвис
- Шавар Рос – Реджи
- Дик Вайнд – Рой Бърнс / фалшивия Джейсън Ворхис
- Марко Джон – шериф Тъкър
- Ричард Йънг – Матю Летър
- Тифани Хелм – Ваялет
- Жулиет Къминс – Робин
- Джери Павлон – Джейк
- Джон Робърт Диксън – Еди
- Деби Сю Ворхис – Тина
- Вернън Уошингтън – Джордж